# Kisbolygóöv

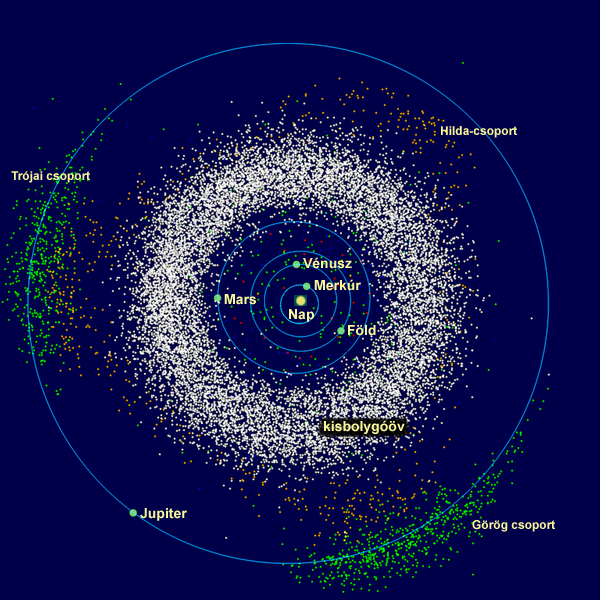
A Naprendszer belső vidéke a bolygópályákkal és a kisbolygókkal. Fehérrel a fő kisbolygóöv, zölddel a Nap-Jupiter rendszer és Lagrange-pontjaiban keringő Trójai kisbolygók, pirossal az pontban keringő Hilda kisbolygók

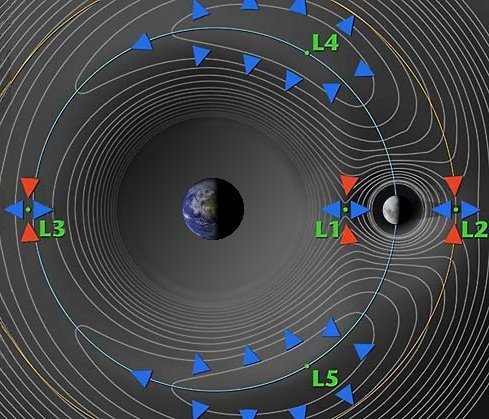
A Föld-Hold rendszer Lagrange-pontjai

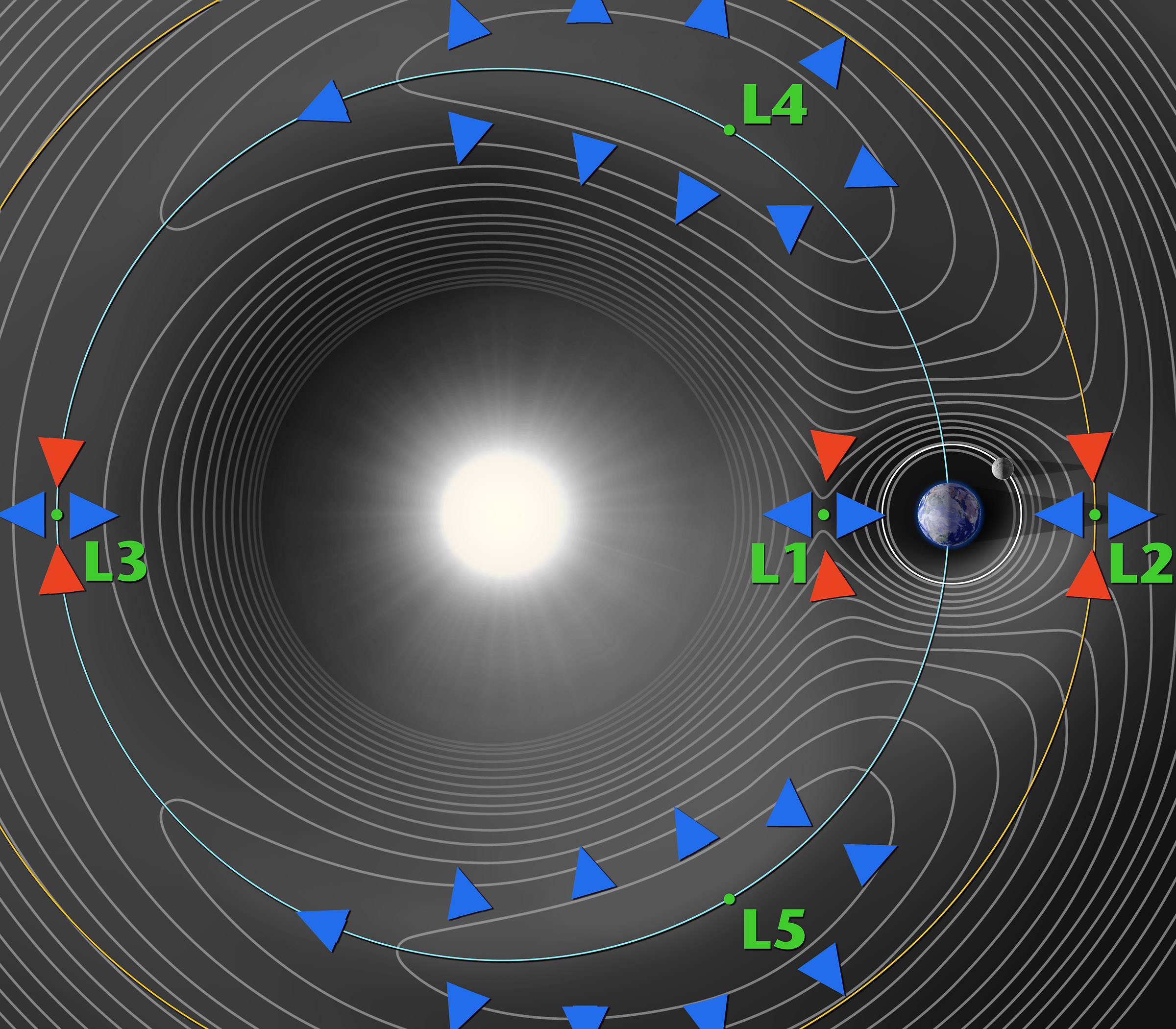
A Nap-Föld rendszer öt Lagrange-pontja. A nyilak a gravitációs helyzeti energia növekvő irányába mutatnak, az, és pontok eszerint instabilak, mert van náluk alacsonyabb energiaszintű pálya, az és pontok stabilak

A kisbolygóöv vagy aszteroidaöv a Naprendszerben a Mars és a Jupiter pályája közötti, nagy mennyiségű kisbolygót tartalmazó területe. A Naprendszer bolygói egy síkban keringenek a Nap körül. Ugyanebben a síkban található a kisbolygóöv is.
A csillagászok feltételezése szerint a bolygók a csillagok kialakulásával együtt jönnek létre. A frissen kialakult csillag körüli protoplanetáris korongban még nagy mennyiségű anyag kering, melyek ütközéseik közben összetapadhatnak, vagy ütközve felaprózódhatnak. Ezek ugyanolyan irányban, egy síkban keringenek a csillag körül, belőlük előbb-utóbb nagyobb objektumok is létrejönnek, melyek még jobban vonzzák a többi anyagot. A kellően nagyra növő objektumok aztán a pályájuk környezetében szinte minden más objektummal előbb-utóbb ütköznek, amelynek eredménye az, hogy az égitest kisöpri a pályáját. Így keletkeznek általában a bolygók.
Ez a folyamat különböző ideig zajlik, nagyobb kozmikus karambolok hatására a létrejövő objektumok darabjai akár újra szét is szóródhatnak. Az is előfordulhat azonban, hogy egy sávban nagyon hosszú ideig nem képes egyik objektum sem kisöpörni a teljes pályát, például egy szomszédos pályán keringő, nagyon nagy tömegű objektum zavaró hatása miatt. Feltételezések szerint a kisbolygóöv is egy ilyen, nem kitakarított bolygópálya, melyet a Jupiter zavaró hatása gátolt meg a bolygóvá válásban.

## Ismertebb objektumai
- Ceres
- Juno
- Pallas
- Vesta
- Ida

## A tartomány határai
Ma a kisbolygóöv külső és belső határát két kisbolygó-családdal szokták megadni. A belső tartományi zóna a Hungaria-típusú kisbolygók zónája, míg a külső zónának a Trójai kisbolygók számítanak. Az előbbiek 1,9 CsE, az utóbbiak 5,0 CsE távolságban keringenek. A Trójaiak többsége a Nap-Jupiter rendszer L4 és L5 Lagrange-pontjai környezetében végzik pályamozgásukat.

## Mérettartományuk
A kisbolygóöv legnagyobb égitestje a Ceres, mely, mivel jellemző rá a hidrosztatikai egyensúly, azaz saját gravitációja hatására gömb alakot vett fel, törpebolygó. Az övezet teljes tömegének mintegy negyedét tartalmazza. Kellően hosszú idő alatt belőle alakulhatna ki egy újabb bolygó a Naprendszerben. Rajta kívül azonban több millió különböző méretű kisbolygó, szikla, kő, porszemcse, vagy elemi részecske (összefoglaló néven meteoroid) alkotja a kisbolygóövet. Összességében a méretük pár métertől akár pár száz kilométerig terjedhet.

## Érdekesség
A kisbolygóöv csillagászatilag sűrűn tartalmaz keringő égitesteket, de földi mértékkel nézve igen is „szellős”. Ha egy ilyen égitesten élhetne egy ember, akkor egy egész életet kéne várni, hogy megpillantson más kisbolygót.